# 234
Évszázadok: 2. század – 3. század – 4. század
Évtizedek: 180-as évek – 190-es évek – 200-as évek – 210-es évek – 220-as évek – 230-as évek – 240-es évek – 250-es évek – 260-as évek – 270-es évek – 280-as évek
Évek: 229 – 230 – 231 – 232 –  233 – 234 – 235 – 236 – 237 – 238 – 239

## Események

### Római Birodalom
- Marcus Clodius Pupienus Maximust és Marcus Munatius Sulla Urbanust választják consulnak.
- Severus Alexander császár és anyja, Iulia Mamaea Germania Superior provincia székhelyére, Moguntiacumba utaznak, hogy koordinálják a germán betörés elleni védekezést. Míg a hadsereg vezetői a támadást szorgalmazzák, a császár inkább diplomáciai megoldást keres és fizetne a barbároknak, hogy elhagyják a birodalom területét. Az uralkodó ezzel elveszti katonái bizalmát.

### Kína
- Csu-ko Liang, Su Han állam kancellárja újabb hadjáratot indít Vej ellen. Sze-ma Ji veji hadvezér a vucsangi síkságon elállja útját, de Cao Zsuj császár megtiltja neki a támadást. A két hadsereg több mint száz napig áll egymással szemben, amikor Csu-ko Liang meghal és katonái visszavonulnak.
- Ezzel egyidőben Szun Csüan, Vu királya is megtámadja Vejt. Cao Zsuj császár hagyja hogy hosszú ideig ostromolja Hofejt, majd amikor a vui csapatok élelmiszer-ellátása kimerülőben van, megjelenik a felmentő sereggel és Szun Csüan kénytelen visszavonulni.

### Korea
- Meghal Kuszu, Pekcse királya. Utóda legidősebb fia, Szaban, az ő uralmát hamarosan megdönti öccse (vagy a dinasztia egy másik ágába tartozó rokona), Koi.

## Halálozások
- április 21. – Han Hszien-ti, kínai császár
- Csu-ko Liang, kínai politikus és hadvezér
- Kuszu, pekcsei király

## Fordítás
- Ez a szócikk részben vagy egészben  a(z)   234 című angol Wikipédia-szócikk ezen változatának fordításán alapul.  Az eredeti cikk szerkesztőit annak laptörténete sorolja fel. Ez a jelzés csupán a megfogalmazás eredetét és a szerzői jogokat jelzi, nem szolgál a cikkben szereplő információk forrásmegjelöléseként.